# Пайпстон (Міннесота)
Пайпстон (англ. Pipestone) — місто (англ. city) в США, в окрузі Пайпстоун штату Міннесота. Населення — 4215 осіб (2020).

## Географія
Пайпстон розташований за координатами 43°59′43″ пн. ш. 96°18′40″ зх. д. / 43.99528° пн. ш. 96.31111° зх. д. (43.995374, -96.311080).  За даними Бюро перепису населення США в 2010 році місто мало площу 10,83 км², з яких 10,83 км² — суходіл та 0,01 км² — водойми.

## Демографія
Згідно з переписом 2010 року, у місті мешкало 4317 осіб у 1923 домогосподарствах у складі 1084 родин. Густота населення становила 399 осіб/км².  Було 2134 помешкання (197/км²).
Расовий склад населення:
| - 90,2 % — білих - 1,9 % — корінних американців - 1,1 % — азіатів - 0,9 % — чорних або афроамериканців - 3,5 % — осіб інших рас |

До двох чи більше рас належало 2,4 %. Частка іспаномовних становила 5,2 % від усіх жителів.
За віковим діапазоном населення розподілялося таким чином: 23,9 % — особи молодші 18 років, 55,2 % — особи у віці 18—64 років, 20,9 % — особи у віці 65 років та старші. Медіана віку мешканця становила 40,8 року. На 100 осіб жіночої статі у місті припадало 87,1 чоловіків;  на 100 жінок у віці від 18 років та старших — 82,7 чоловіків також старших 18 років.
Середній дохід на одне домашнє господарство  становив 52 804 долари США (медіана — 40 233), а середній дохід на одну сім'ю — 57 665 доларів (медіана — 49 242). Медіана доходів становила 40 667 доларів для чоловіків та 29 038 доларів для жінок. За межею бідності перебувало 19,6 % осіб, у тому числі 32,0 % дітей у віці до 18 років та 16,0 % осіб у віці 65 років та старших.
Цивільне працевлаштоване населення становило 2043 особи. Основні галузі зайнятості: освіта, охорона здоров'я та соціальна допомога — 22,5 %, роздрібна торгівля — 16,3 %, виробництво — 13,8 %.